# آناستازیا کوژنکووا
آناستازیا کوژنکووا (اوکراینی: Анастасія Коженкова؛ زادهٔ ۱۹ ژانویه ۱۹۸۶) قایقران روئینگ اهل اوکراین است.
وی در مسابقات کشوری و بین‌المللی در مجموع برندهٔ ۵ مدال طلا، ۲ مدال نقره، ۲ مدال برنز شده‌است.